# Thomas Ernst (Schachspieler)
Thomas Filip Rolf Ernst (* 17. August 1960 in Uppsala) ist ein schwedischer Schachspieler.
Die schwedische Einzelmeisterschaft konnte er 1993 in Lindesberg gewinnen. Er spielte für Schweden bei drei Schacholympiaden: 1984, 1988 und 1992. Außerdem nahm er einmal an den europäischen Mannschaftsmeisterschaften (1992) teil.
Die schwedische Mannschaftsmeisterschaft gewann Ernst 1983 mit dem Limhamns SK, 1991 mit dem Wasa SK, 2002, 2003, 2006 und 2007 mit dem Sollentuna SK und 2010 mit dem SK Team Viking. Seit 2013 spielt er mit dem Farsta SK in der Elitserien, er hat auch schon für den Göteborger Verein SK Kamraterna gespielt.
Im Jahr 1984 wurde er Internationaler Meister, seit 1990 trägt er den Titel Großmeister. Seine höchste Elo-Zahl war 2570 im Juli 1992.
Thomas Ernst ist promovierter Mathematiker.
| Die zur Anzeige dieser Grafik verwendete Erweiterung wurde dauerhaft deaktiviert. Wir arbeiten aktuell daran, diese und weitere betroffene Grafiken auf ein neues Format umzustellen. (Mehr dazu) |